# Rafaela Roose
Rafaela Roose Ordóñez (Málaga; 1821 - Málaga; c. 1880) fue una pintora malagueña del siglo XIX. En su producción destacan títulos como La curación del ciego de Jericó, Sagrada Familia y Adoración de los pastores.

## Biografía
Rafaela Roose Ordóñez nació en 1821, en el seno de una familia adinerada, hija de Enrique Roose Warush y María Victoria Ordóñez Viana. Se casó el 27 de julio de 1842 con Manuel Sánchez de Quirós Hinojosa, un conocido comerciante. Cuando falleció en 1860, fue enterrado en la Capilla del Pilar de la Catedral. Tanto Rafaela como su padre, restauraron y mantuvieron la capilla a partir de 1861.
Se desconoce dónde aprendió su arte, pero Rafaela tenía una depurada técnica académica y tradicionalista. Se inspiraba en Murillo para sus lienzos de gran tamaño y temática religiosa. «Representa la permanencia del murillismo en Málaga hasta 1880, fecha en la que terminó su última obra conocida», señala la historiadora del Arte Matilde Torres López en su "Diccionario de Mujeres Pintoras en Andalucía, Siglo XIX".
Cuando falleció su padre, Rafaela se encargó de restaurar los altares colaterales y el pavimento de mármol. Además, decoró las paredes de la capilla con once cuadros que donó a la catedral, donde siguen a día de hoy en el acceso al Patio de los Naranjos, en la antesacristía, en la capilla del Cristo de Amparo, en la del Pilar y en la de Santa Bárbara.
Rafaela erigió un mausoleo familiar en el Cementerio de San Rafael, para el cual destinó 100 reales, y donde pidió que se trasladaran los restos de su marido una vez ella falleciera. Hoy en día, los restos de ambos descansa en este mausoleo.